# پورتلند (کلرادو)
پورتلند (به انگلیسی: Portland) یک منطقهٔ مسکونی در ایالات متحده آمریکا است که در شهرستان اورای، کلرادو واقع شده‌است. پورتلند ۸٫۲۹۳ کیلومتر مربع مساحت و ۱۳۵ نفر جمعیت دارد و ۲٬۴۶۹ متر بالاتر از سطح دریا واقع شده‌است.